# Craig Berube
Craig Berube, född 17 december 1965 i Calahoo, Alberta, är en kanadensisk ishockeytränare och före detta professionell ishockeyspelare som spelade i NHL mellan 1986 och 2004 för Philadelphia Flyers, Toronto Maple Leafs, Washington Capitals, Calgary Flames och New York Islanders.
Som huvudtränare i NHL har Berube tränat Philadelphia Flyers (2013–2015) och St. Louis Blues (2018–2023). 2019 vann Berube Stanley Cup som tränare för St. Louis Blues sedan laget besegrat Boston Bruins i finalserien med 4-3 i matcher. Sedan den 17 maj 2024 tränar han Toronto Maple Leafs.
Som ishockeyspelare var Berube en så kallad enforcer, det vill säga en fysisk spelare som hade nära till slagsmål och vars uppgift var att skydda det egna lagets toppspelare. På 1054 grundseriematcher i NHL samlade han på sig 3149 utvisningsminuter.